# Instituto Camões
O Instituto Camões, I. P. (IC, I. P.) foi criado para a promoção da língua portuguesa e da cultura portuguesa no exterior. A sua Lei Orgânica define-o como pessoa colectiva de direito público, dotada de autonomia administrativa e patrimonial, sob a superintendência do Ministério dos Negócios Estrangeiros para assegurar a orientação, coordenação e execução da política cultural externa de Portugal, nomeadamente da difusão da língua portuguesa, em coordenação com outras instâncias competentes do Estado, em especial os Ministérios da Educação e da Cultura.
Em 2005 na cidade de Oviedo, o Instituto Camões foi galardoado com o Prémio Princesa das Astúrias de Comunicação e Humanidades, juntamente com Aliança Francesa, Sociedade Dante Alighieri, Conselho Britânico, Instituto Goethe e Instituto Cervantes.

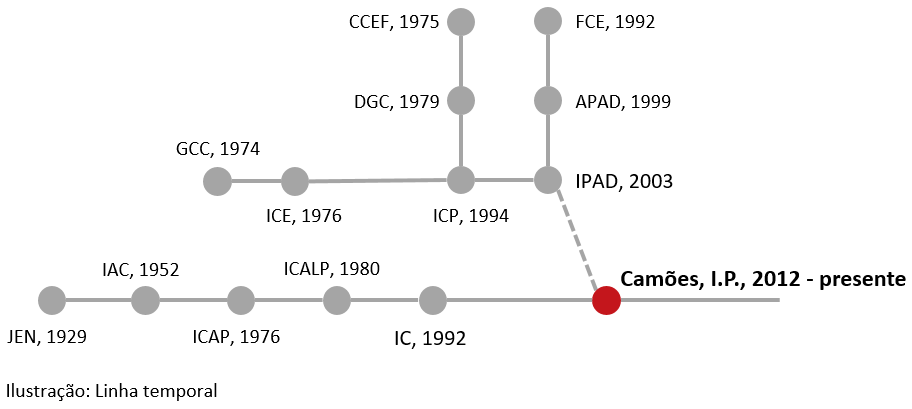

## Centros de Língua Portuguesa
- África do Sul: Joanesburgo
- Alemanha: Hamburgo
- Angola: Benguela, Lubango, e Luanda
- Argentina: Buenos Aires
- Áustria: Viena
- Bélgica: Antuérpia
- Brasil: São Paulo e Brasília
- Cabo Verde: Praia
- Canadá: Toronto
- Chéquia: Praga
- China: Pequim, Xangai e  Macau (como Instituto Português do Oriente)
- Coreia do Sul: Busan (como Instituto Português do Oriente)
- Croácia: Zagreb
- Espanha: Barcelona, Madrid, Cáceres, e Vigo
- Estados Unidos: Boston, Newark, e San Diego
- Estónia: Tallinn
- Etiópia: Adis Abeba
- França: Lille, Lyon, e Poitiers
- Guiné-Bissau: Bissau
- Hungria: Budapeste
- Índia: Goa (como Instituto Português do Oriente)
- Itália: Florença e Milão
- Marrocos: Casablanca, Rabat
- México: Cidade do México
- Moçambique: Beira, Lichinga, Maputo, Nampula, Quelimane, e Xai-Xai
- Moldávia: Quixinau
- Namíbia: Vinduque
- Polónia: Lublin
- Reino Unido: Londres, Edimburgo, Leeds, Newcastle e Oxford
- Roménia: Bucareste, Cluj-Napoca, e Constança
- São Tomé e Príncipe: São Tomé
- Senegal: Dacar
- Sérvia: Belgrado
- Suécia: Estocolmo
- Timor-Leste: Díli (como Instituto Português do Oriente)
- Tunísia: Tunes
- Venezuela: Caracas

## Centros culturais portugueses
- Alemanha (Hamburgo)
- Angola (Luanda)
- Brasil (Brasília e São Paulo)
- Cabo Verde (Praia e Mindelo)
- Coreia do Sul (Seul)
- China (Pequim e Xangai)
  -  Macau
- Espanha (Vigo)
- França (Paris)
- Guiné-Bissau (Bissau)
- Índia (Nova Deli)
- Japão (Tóquio)
- Luxemburgo (Luxemburgo)
- Marrocos (Rabat e Casabranca)
- Moçambique (Maputo e Beira)
- São Tomé e Príncipe (São Tomé e Príncipe)
- Timor-Leste (Díli)
- Tailândia (Banguecoque)[4]